# Cândești, Argeș
Cândești este un sat în comuna Albeștii de Muscel din județul Argeș, Muntenia, România.

## Personalități
- Iustin Moisescu, (1910 -1986), Patriarh al Bisericii Ortodoxe Române, deputat în Marea Adunare Națională în perioada 1957 - 1986